# NGC 1892
NGC 1892 este o galaxie spirală situată în constelația Peștele de Aur. A fost descoperită în 1834 de către John Herschel. Se află la o distanță de 14,72 megaparseci de Pământ.